# امان‌الله بهبهانی
امان‌الله بهبهانی سیاست‌مدار ایرانی بود، که در دوره سوم مجلس شورای ملی به‌عنوان نماینده بهبهان از استان خوزستان در مجلس شورای ملی حضور داشت.